# Хатчинз, Эдвин
Эдвин Хатчинз (англ. Edwin Hutchins) – исследователь в области когнитивной антропологии, профессор Калифорнийского университета в Сан-Диего. Один из основных разработчиков концепции распределенных когнитивных процессов. Изучает человеческое сознание в социальном, культурном и материальном контексте. Его подход предполагает, что культурные практики являются ключевым компонентом человеческих когнитивных процессов. Большинство исследовательских проектов Хатчинса основаны на теории распределенных когнитивных процессов и методологически базируются на когнитивной этнографии.

## Распределенные когнитивные процессы
Эта концепция представляет собой подход в когнитивных науках, который раскрывает модели расширенного сознания посредством анализа взаимоотношений людей и артефактов друг с другом в частных рабочих практиках. Так, Хатчинз, исследуя управление самолетом, пришел к выводу, что человеческое мышление в процессе решения различных задач создает некие подсистемы, которыми оперирует, но которые остаются внешними по отношению к индивиду, хотя и взаимодействуют с ним.

## Научная деятельность
Ранние работы Эдвина Хатчинза были сосредоточены на отношениях между языком, культурой и мышлением. В 1975 и 1976 годах он вместе с женой, Доной, провел этнографическое исследование в крупной деревне на острове Бойова (Тробрианские острова, Папуа – Новая Гвинея). Поскольку в качестве предмета изучения ему была необходима такая система практик, которая была бы публичной, связанной с когнитивными процессами, а также значимой для участников, фокус его полевой работы был направлен на земельные судебные разбирательства, удовлетворяющие всем этим требованиям, а именно на изучении логики в юридической речи.
В 1980-1985 годах Хатчинз работал на Военно-морской флот США, проводя исследования того, как экипаж корабля может функционировать в качестве распределенной машины, разгружающей когнитивную работу по судовождению на каждого члена экипажа. В ходе этой работы Хатчинз также осуществил проект «Пароход» (The Steamer Project): исследователь и его коллеги разрабатывали программное и аппаратное обеспечение с внедренным искусственным интеллектом для программируемой системы подготовки экипажа на базе компьютера. Для этого было проведено комплексное этнографическое исследование: Хатчинз интервьюировал инструкторов и студентов, сам посещал лекции и выполнял задания. Получившиеся в результате программы подготовки были установлены в трех военно-морских школах США.
Навигация – предмет разносторонних исследований Эдвина Хатчинза. Он посвятил несколько своих работ навигации в Микронезии. Микронезийские моряки плавают в открытом океане от острова к острову на сотни миль без каких бы то ни было навигационных инструментов. Они обладают некоторыми знаниями о течениях, подводных рифах и движении светил. При этом они могут ориентироваться по звездам даже днем, то есть их ориентир может быть невидим. Специфика такой навигации состоит в том, что каноэ, в котором перемещаются микронезийцы, представляется им неподвижным, а вокруг него плывут, как декорации, острова. Таким образом, микронезийские мореплаватели не пользуются привычным для европейцев абстрактным взглядом сверху на путь лодки от острова к острову, а используют только взгляд непосредственного наблюдателя. Такой альтернативный подход к навигации помог Хатчинзу разработать обучающую программу для военных моряков: ориентация в пространстве посредством радара была ближе к микронезийскому представлению о перемещении, чем к европейскому взгляду.
Также Хатчинз изучал авиационную безопасность, акцентируя внимание на системах автопилота. С 1989 по 2001 год он выполнил несколько научно-исследовательских проектов совместно с четырьмя крупными авиакомпаниями в США и пятью авиакомпаниями за рубежом, также консультировал Airbus Industrie и выполнил исследование для Boeing. В результате Хатчинзом были проведены обширные полевые исследования полетов и созданы авторские обучающие программы.

## Публикации
- Hutchins E.  Culture and inference: A Trobriand case study. Cambridge, MA:  Harvard University Press, 1980.
- Hutchins E.  Reasoning in Trobriand discourse.  In R. Casson (Ed.),  Language, culture, and cognition: Anthropological perspectives.  New York: *MacMillan, pp 481–489, 1981.
- Hutchins E.  Understanding Micronesian navigation.  In D. Gentner & A. Stevens (Eds.), Mental models.  Hillsdale, NJ: Lawrence Erlbaum, pp 191–225, 1983.
- Hutchins E & GE Hinton.  Why the islands move.  Perception, 13:629-632, 1984.
- Hollan JD, Hutchins E L & L Weitzman.  STEAMER: An interactive inspectable simulation-based training system.  AI Magazine, 5:15-27, 1984.
- Hutchins E, Hollan JD & DA Norman.  Direct manipulation interfaces. Human-Computer Interaction, 1, 311-338, 1985.
- Hutchins E.  Myth and experience in the Trobriand Islands.  In D. Holland &  N. Quinn (Eds.),  Cultural models in language and  thought.Cambridge:  Cambridge University Press, pp 269–289, 1986.
- Halff H, Hollan J & E Hutchins.  Cognitive science and military training. American Psychologist, 41:1131-1139, 1986.
- Hollan JD, Hutchins E, McCandless TP, Rosenstein MB & L Weitzman.  Graphical interfaces for simulation.  In W. Rouse (Ed.),  Advances in man-machine systems research (Vol. 3). Greenwich, CT: JAI Press, pp 129–163, 1987.
- Hutchins E.  Metaphors for interface design.  In: MM Taylor, F Neel & DG Bouwhuis (Eds.), The structure of multimodal dialogue.Amsterdam: North Holland, pp 11–28, 1989.
- Hutchins E.  Getting it straight in Trobriand Island land litigation.  In K. Watson-Gegeo & G. White (Eds.),  Disentangling: Conflict discourse in Pacific societies.  Stanford, CA: Stanford University Press, pp 412–458, 1990.
- Hutchins E.  The technology of team navigation.  In J.  Galegher, R. Kraut & C. Egido (Eds.),  Intellectual teamwork: Social and technical bases of cooperative work. Hillsdale, NJ: Lawrence Erlbaum, pp 191–220, 1990.
- Hutchins E.   The social organization of distributed cognition.  In: L Resnick, J Levine & S Teasley (eds), Perspectives on socially shared cognition.  Washington, DC:  APA, pp 283–307, 1991.
- Hutchins E.   Organizing work by adaptation.  Organization Science  2(1):14-38, 1991.
- Seifert CM & E Hutchins.  Error as opportunity:  Learning in a cooperative task. Human Computer Interaction, 7:409-435, 1992.
- Hutchins E.  Learning to navigate.  In S. Chaiklin & J. Lave (Eds.), Understanding Practice, Perspectives on Activity and Context. (pp. 35–63).  Cambridge: Cambridge University Press, pp 35–63, 1993.
- Hutchins E. Where is the intelligence in a system of socially distributed cognition?  K. Takahashi (Trans.) In Advances in Japanese cognitive science, Volume 7.   Japan:  Kodansha, pp. 67–80 and 89-99, 1994.
- Hutchins E.  Comment le "cockpit" se souvient de ses vitesses.  Sociologie du Travail.  Special Issue on Travail et Cognition. 4:451-473, 1994.
- Hutchins E.  Cognition in the Wild.  MIT Press, 1995.
- Strum, S. C., Forster, D., & Hutchins, E. (1997).  Why Machiavellian intelligence may not be Machiavellian.  In: Machiavellian intelligence II: Extensions and evaluations. A Whiten & RW Byrne (eds), Cambridge: Cambridge University Press, pp 50–85, 1997.
- Hutchins, E. The Distributed Cognition Perspective on Human Interaction. In Nicholas J. Enfield and Stephen C. Levinson (Eds.) Roots of Human Sociality: Culture, Cognition and Interaction. Berg Publishers: Oxford, UK. pp. 375–398, 2006.
- Saeko Nomura and Edwin Hutchins, Study for Bridging between Paper and Digital Representations in the Flight Deck. In: Proc. of Collaborating over Paper and Digital Documents Workshop, pp. 21–24, Banff, Alberta, Canada, November 2006.
- Hutchins, E., Middleton, C., & Newsome, W. Conceptualizing spatial relations in flight training. Proceedings of the 15th International Symposium on Aviation Psychology, pp. 384 – 389. Dayton, OH, 2009.